# Alcymar Monteiro
Antônio Alcymar Monteiro dos Santos, mais conhecido como Alcymar Monteiro OMC  "O Rei do Forró" (Aurora,13 de fevereiro de 1950) é um cantor, compositor, poeta, ator teatral, produtor musical e empresário. 
É um grande intérprete da música brasileira, mais especificamente no gênero Forró, sendo conhecido como o Rei do Forró.
Um representante da cultura e do folclore do Brasil.

## Começo da Carreira
O cantor e compositor Alcymar Monteiro nasceu no distrito de Ingazeiras, em Aurora, no Ceará (cariri,sul do estado) e se mudou para Juazeiro do Norte, onde passou sua infância. Neto de violeiro, sobrinho de sanfoneiro e começou a cantar na infância muito pequeno. Filho de Artur Monteiro dos Santos e Maria Fernandes dos Santos, teve 9 irmãos. Estudou música no Conservatório Alberto Nepomuceno, em Fortaleza. Cursou o 3° ano de letras na (U.V.A) Universidade do Vale de Acaraú - CE concluindo o curso superior na universidade da vida, fazendo aulas de Teatro, integrando assim em algumas peças em escolas e eventos culturais nordestinos, também em festividades da época, por exemplo "reizados" . Foi um jovem calouro e candidato a várias vagas de cantor, oferecidas pelas rádios e televisões regionais do estado do Ceará, e nos campeonatos e concursos em festivais. Seu primeiro contato com o microfone foi no "Show da Semana" promovida pela Rádio Iracema. Com o tempo Alcymar foi ganhando concursos e testes criando visibilidade e fama por cantar muito afinado passando então a se integrar a bandas de baile. Com o passar do tempo foi descoberto que seu irmão "João Paulo Jr" também viria a nascer com talento para musica e começaram a compor juntos uma série de músicas que viriam de ser sucesso anos a frente.
Cada vez mais se profissionalizando, Alcymar Monteiro foi progredindo até que conseguiu gravar 2 discos nos estilos de musicas Românticas e Brega. Um deles intitulado "Nossas Vidas Nossas Flores" que não o trouxe tanto prestígio e o fizera ir a São Paulo em busca de sucesso. Persistente e sem medo chegou a dormir nas ruas do centro da capital Paulistana, e desmaiar de fraqueza e de fome pois não tinha a certeza de se alimentar todos os dias segundo ele mesmo relatou em uma entrevista.
Pesquisador dos ritmos nordestinos, Alcymar fez um trabalho versátil sem perder o foco na autêntica música nordestina, consegui o que queria em São Paulo e no Rio de Janeiro, fazendo seus discos com as maiores gravadoras da época, RGE, Continental, e Som Livre. Mas antes uma de suas investidas, foi tentar a sorte no estado de Pernambuco, especificamente em Recife, no fim da década de 60 onde conseguiu uma oportunidade pessoal e artística se hospedando e morando na casa do cantor Reginaldo Rossi o Rei do Brega. Conseguindo dar os primeiros passos na carreira, gravando o seu primeiro disco no gênero Forró. Com apoio de artistas contemporâneos, Alcymar conseguiu se destacar no cenário musical, fazendo parcerias em músicas, composições e produções. Em 1975 decidiu fazer as malas e ir de vez para o sul do país e tentar ganhar a vida . Com a união de muita dedicação , sorte e talento sua fama nacional não viria por acaso, demorou mas anos após com os álbuns “Forroteria” em 1986 – em que teve a honra de gravar com Luiz Gonzaga (Rei do Baião) e Marinês (Rainha do Xaxado) – “Portas e Janelas” em 1987 e “Rosa dos Ventos” em 1989 nesse período, Alcymar já fazia parte do elenco de estrelas das grandes gravadoras: Som Livre, RGE, Continental e Warner.
A voz de Alcymar Monteiro entoou composições de nomes como Luiz Gonzaga, Humberto Teixeira, Zé Dantas, Milton Nascimento, Paulo Vanzoline, Jobert Carvalho, Raul Seixas, Gilberto Gil, Caetano Veloso, Chico Buarque, Fagner, Lupicínio Rodrigues, Fausto Nilo, Catulo da Paixão Cearense, Petrúcio Amorim, Maciel Melo e João Paulo Jr.
João Paulo Jr que é seu irmão e parceiro mais longevo em autorias de musicas de sua carreira.
Assim como os seus contemporâneos Oswaldinho, Flávio José, Assisão, Jorge de Altinho e outros, Alcymar Monteiro é um artista que agregou novos elementos ao forró. As mudanças ocorreram na instrumentação (acrescentou percussões, metais, novos vocais, etc.), na forma musical (adição de vocalizações, coro com vozes do próprio cantor), nos arranjos (ampla diversificação instrumental em vários discos e shows), no figurino (estabelece a cor branca como base do seu figurino, em contraponto às tonalidades do couro estabelecida por Luiz Gonzaga), na interpretação, nos ritmos, na performance e nas temáticas das letras (busca uma leitura mais abrangente do Nordeste, não se reportando apenas ao Sertão, mas estendendo-se às manifestações culturais de diversos estados nordestinos).
Em mais de cinco décadas de carreira já teve suas músicas gravadas por grandes nomes da MPB como Zé Ramalho, Alceu Valença e Fagner. Já fez duetos com Luiz Gonzaga, Dominguinhos, Elba Ramalho, Marinês, Tânia Alves, Genival Lacerda, Manhoso entre outros.
Alcymar tem o hábito de se apresentar totalmente vestido de branco e chapéu, por dois motivos segundo ele o primeiro por seguir um conselho do seu compadre Luiz Gonzaga (padrinho de Alcymar Monteiro Junior) ." Luiz me disse certa feita , que um dia viria uma tecnologia de informações muito rápida, e aqueles que não terão o sua identidade visual definidos, passaram por despercebido. Por isso crie um tipo físico ! E seu Luiz ainda me disse -  Se colocarem minhas roupas e minha sanfona em um toco e fotografar, podem confirmar que sou eu !! " ... E o segundo motivo é por atribui esse hábito à sua religião, espírita kardecista. Alcymar costuma dizer: "Quando visto branco, visto todas as cores do universo", "O Branco é a mistura de todas as cores do universo".
Em 1989 , anos após a morte do Luiz Gonzaga o Rei do Baião, o apresentador paraibano Tony Show em seu programa de TV , teve em uma de suas atrações como convidado o cantor Alcymar Monteiro, que estava em uma fase de grande sucesso nacional . O acontecimento foi que no momento de chamar o artista no palco , Tony anunciou : "Vem aí o Rei do Forró ... Alcymar Monteiro !" . Após o ocorrido nasceu a taxação e o rótulo de reconhecimento ao trabalho prestado por Alcymar ao gênero tão enraizado culturalmente, em voltar a fazer do Forró o sucesso e notoriedade no país. Depois de uma sequência de baixas em disputa com outros gêneros momentâneos. Com essa surpresa o disco de 1991 foi lançando como o título " O Rei do Forró" trazendo más noticias ao cantor. Pois a crítica e os artistas "Forrozeiros" não gostaram e muitos se negaram a reconhecer o posto. Porém o disco atingiu milhões em vendas, de onde saíram músicas que se tornou-se sucessos consagrados a exemplo de "Cavaleiro Alado".

## Carreira Internacional
Com algumas turnês internacionais Alcymar Monteiro já teve seus trabalhos lançados no exterior, ao todo em 4 continentes. 
Em toda América (em especial Argentina e Peru) ,na Europa (França e Suíça) , na Asía (Japão) e África .Sendo os shows a maioria na América Latina. Em 2001 se apresentou no Festival de Montreaux na Suíça. No "Festival Latino Americano em Milão na Itália". Na Áustria em Imst. Na Suiça em Laussane e Zurich .  
Também cantou no Festival da Colheita, na Bélgica, e nas cidades francesas de Côted’azur , Nice, Saint Tropez, Lyon e em Paris. 
Seu maior sucesso internacional foi a regravação da musica "Carnavalito" que esta presente no disco gravado em espanhol "Forró Brasileno" (Forró Brasileiro), no ano de 2007. 

## Prêmios e Troféus
Com incontáveis prêmios e troféus ganhos ao longo de sua carreira, desde da década de 80 até aos dias de hoje, Alcymar também coleciona títulos de reconhecimento em cidadanias municipais e estaduais do Brasil. A exemplo de ser reconhecido como cidadão em cidades do estado de Alagoas, Pernambuco, Paraíba, Rio Grande do Norte e Sergipe. E no ano de 2022, aguarda pelo reconhecimento de cidadão pelo estado da Bahia, lembrado que sua naturalidade é de Aurora - CE.
Aqui alguns do prêmios agraciado pelo cantor.
Alcymar Monteiro foi duas vezes indicado ao Prêmio Sharp de música com o CD – “Vaquejadas Brasileiras Vol.1”.
Em 2001, este trabalho foi lançado na Europa, através da gravadora francesa, Melody. Foi o primeiro disco de Alcymar lançado fora do Brasil.
Em 2005, também teve indicação ao Prêmio TIM em três categorias: melhor disco, melhor música e melhor cantor, todas pelo álbum – “Meu Forró é meu Canto”.
Em 2007 foi indicado ao Grammy Latino com o álbum – “Forró Brasileño”, disco no gênero Forró, cantando em espanhol, no que fez com que o artista tivesse uma maior abrangência e prestígio internacional.
No final de 2016 recebeu do então Presidente da República Michel Temer e do Ministro da Cultura Marcelo Calero a medalha OMC (Ordem do Mérito Cultural), na categoria Comendador.
Em julho de 2017 recebeu o Troféu Melhores do São João através do Portal São João na Bahia e Jornal Correio, vencendo em duas categorias: Melhor Forrozeiro do São João e Melhor Show do São João 2017.
Em 2019 recebeu novamente o Troféu Melhores do São João da Bahia , na categoria de "Melhor Show".
Em 2021 foi convidado a representar, junto a uma gama de artistas e forrozeiros para receber o título do gênero "Forró Patrimônio Cultural e Imaterial do Brasil" reconhecido pelo IFHAN (Instituto do Patrimônio Histórico e Artístico Nacional).

## Vaquejada
No fim da década de 80, órfãos de Luiz Gonzaga o Forró teve uma baixa na notoriedade nacional em relação com a mídia , sucesso e fama. Seus discípulos do forró, os "Forrozeiros" tiveram que ser muito criativos para continuar o legado do velho "Gonzagão". Assim surgiram várias vertentes do gênero , modificando ou modernizando (como preferir), sons (Harmonias, Melodias) e linguagens. 
Se destacando desta maneira , Alcymar Monteiro fez uma junção do "útil ao agradável". Unindo assim o canto do aboiador de gado no campo ou sertão, com a poesia brasileira sendo cantada nus ritmos do Forró, nascendo assim as cantorias de Vaquejada. Modelo inovador no gênero e bem aceito pelo público e pela crítica. Foi criado assim a " Vaquejada" gênero musical em 1987. 
No entanto, Alcymar Monteiro não se restringiu somente e à música; ele tem sido também um corajoso ativista político no mercado nordestino. Tudo começou nos anos 1990, quando Alcymar tornara-se o que podemos chamar de porta-voz das vaquejadas, que disparava como uma das mais populares manifestações em todo o nordeste e em outras regiões do Brasil. 

## Polêmicas

#### Forró Tradicional x Forró Eletronico
Após ter fornecido músicas para o primeiro disco da banda Mastruz com Leite, Alcymar Monteiro afirma ter percebido que caiu numa cilada. A SomZoom, empresa do cearense Emanuel Gurgel, proprietário da Mastruz com Leite e de várias outras bandas, passou a dominar, monopolizar e até a cartelizar o mercado da música nordestina, inclusive os circuitos de vaquejada, eventos nos quais Alcymar Monteiro figurava como principal atração.
A banda Mastruz com Leite e, logo em seguida, a SomZoom surgiram no início da década de 1990, num momento em que o forró estava órfão de Luiz Gonzaga (falecido em 1989). O forró passava por um difícil momento no mercado brasileiro, mas mantinha uma multiplicidade sonora construída em décadas anteriores. Aproveitando a oportunidade, a SomZoom de Emanuel Gurgel acumulou um aparato industrial que, além das bandas de baile voltadas para o forró, reuniu: estúdio de gravação, cadeia de rádio com produção centralizada de conteúdo e transmissão via satélite, selo (gravadora), fábrica de amplificadores, casas de shows e – segundo muitos artistas lesados – a ilicitude que, infelizmente, já é “endêmica” no meio empresarial brasileiro. Com esse arsenal, Emanuel Gurgel estabeleceu uma enorme reserva de mercado, de modo que os diversos artistas nordestinos se sentiram lesados e espoliados, incluindo os compositores que não recebiam os devidos royalties e aqueles que recebiam inadequadamente.
Em 2 de abril de 1992, o Jornal O Povo (Fortaleza - CE) publicou uma matéria intitulada "Artistas cearenses denunciam pirataria", na qual mais de dez artistas daquela cidade se manifestaram e acusaram Emanuel Gurgel de ter cometido vários atos ilícitos. Mas até então, os reclamos não repercutiam muito.
A homogeneização musical colocada em curso pela SomZoom e por outras empresas que surgiram no seu encalço prejudicou incisivamente a diversidade musical que o forró vinha configurando. Foi nessa conjuntura que Alcymar Monteiro lançou a sua primeira carta aberta contra as chamada bandas de forró eletrônico, então lideradas pela Mastruz com Leite, as quais produzem o que Alcymar considera "um forró lambadeado, mal tocado, mal cantado, que não vale um tostão furado". Indo além da desmensurada exploração do mercado de música e a espoliação dos artistas e músicos em geral, as bandas de forró também foram acusadas de produzirem letras de “baixo calão” e de terem "desfigurado" o forró cultural e musicalmente. Os discos e shows das bandas seguiam fórmulas cada vez mais homogêneas, em detrimento da heterogeneidade sonora de artistas que primam por uma peculiaridade autoral, a exemplo de Alcymar Monteiro.
A reação contundente de Alcymar Monteiro ecoou fortemente na mídia, no mercado e na cadeia significativa da música nordestina, alcançando também as páginas de revistas de circulação nacional. Vários jornalistas, intelectuais, e artistas, como Dominguinhos (reconhecido como principal seguidor de Luiz Gonzaga), passaram a questionar as bandas de forró e a instalar uma discussão no contexto forrozeiro. Mais tarde, surgiriam várias associações em defesa do forró tradicional e de espaços para essa música.
Desse modo, Alcymar Monteiro é um dos pioneiros que envidaram um questionamento às bandas de forró e que fizeram emergir posteriormente a bipolarização ‘forró tradicional (ou forró pé-de-serra) versus forró eletrônico’. Sua voz contra as bandas e em defesa da música tradicional nordestina costuma ser corajosamente impetrada nos palcos de muitos eventos dos quais ele participa. E a sua coragem não se esgota na luta contra as bandas de forró.

#### Cachê Atrasado
Em fins de 2015, Alcymar Monteiro publicou uma carta aberta “À comunidade artística de Pernambuco”, dirigindo-se diretamente ao Governador de Pernambuco, a quem responsabiliza pelos “descasos” com os artistas pernambucanos. A carta foi motivada pelo fato de que o Governo do Estado tem atrasado em mais de 6 meses o pagamento dos cachês do próprio Alcymar e de muitos dos artistas locais (alguns artistas não recebem há anos). Por outro lado, como Alcymar assevera, os artistas de outros estados (principalmente os da região Sudeste, que são considerados “nacionais”) recebem um tratamento diferenciado por parte do Governo de Pernambuco, ou seja, recebem os seus cachês antecipadamente ou logo após as suas apresentações. Essa última carta aberta repercutiu em jornais pernambucanos, nas rádios e nas redes sociais. Alcymar tornou-se um porta-voz de muitos artistas que são subjugados pelo "descaso" dos governantes pernambucanos mas não se sentem encorajados a denunciar por receio de retaliação. Alcymar Monteiro é um artista cuja performance extrapola a transformação política provocada pela arte e alcança a transformação artística levada a cabo pela agência política.

#### São João
Em 2016 o forrozeiro Alcymar Monteiro se manifestou varías vezes sobre o seu afastamento do festival de São João de Caruaru. O cantor afirmou que estava de fora da festa pelo terceiro ano consecutivo que ele não integrará a grade da festa junina do Agreste pernambucano, considerada uma das maiores do Brasil. "é injusto reconfigurar o São João da Capital do Forró. Tirem a estatua de Luiz Gonzaga do parque de eventos,  porque lá não, não é lugar para festival de horrores, e sim um festival autêntico, com direito a milho, canjica, pamonha… E tudo que se refere ao verdadeiro São João: zabumba, triângulo e sanfona”, ” O que estão fazendo com o são joão é terrível”, disse ele .
No ano de 2017 Alcymar voltou a ser alvo de polêmicas envolvendo as festas de São João. A cantora Marilia Mendonça se pronunciou em um show rebatendo a uma crítica da cantora Elba Ramalho sobre a invasão dos sertanejos em redutos tradicionais do forró, como Campina Grande e Caruaru dizendo: "vai ter sertanejo no São João, sim!". Em confronto um áudio, postado em um grupo fechado a cantores de forró no Whatsapp e depois vazado na internet, Alcymar Monteiro diz ; “Essa senhora não tem autoridade para falar nada. Como é que ela vem falar que aqui é lugar de sertanejo? Isso é um ‘breganejo’ horroroso para cachaceiro, para quem não tem identidade. Quem tá falando é Alcymar Monteiro”, diz o cantor no áudio. “Dona Marília Mendonça, você é lá de Goiás. Vá cantar lá no seu Goiás. Não vem encher o saco da gente aqui, não, entendeu? (…) Você vem lá de Goiás invadir nossa praia. Agora vê se a gente canta lá no teu Goiás. Vocês não deixam!”.

#### Desentendimento e Constrangimento
No dia 06 de agosto de 2022, Alcymar protagonizou uma cena constrangedora em um show em Santa Terezinha - PE, onde dá uma bronca ao vivo em seus músicos, dizendo que " O forró é simples", " não é a primeira vez que isso acontece", " quem quiser fazer conserto que faça em outro lugar não aqui" ... "quem tem que aparecer aqui sou eu", alegando que os músicos estariam mudando notas e entortando demais as melodias das músicas. Um vídeo do acontecimento foi divulgado nas redes sociais,  viralizando e criando uma considerável repercussão negativa na imagem do artista, fazendo com que ele virasse assunto de noticias e fofocas no mundo das celebridades. Com a presença de 1 músicos da banda se manifestando nas redes sociais o trompetista Jeferson. Ele e mais 2 funcionários da banda: o trombonista Sandro e o  saxofonista Chico Botelho postaram uma foto em suas redes sociais declarando que pediram demissão da banda e denunciando que o temperamento e a forma grosseira de Alcymar se expressar recorrentes na convivência com o artista. Em seguida ao acontecido, Alcymar postou um vídeo na mesma rede social um vídeo de 30 segundos pedindo desculpas pelo acontecido, alegando que estava sob stress devido à grande quantidades de apresentações. O trompetista Jefferson Silveira disse em um vídeo caseiro que o pedido de desculpas não foi suficientemente convincente e que não reflete a realidade do que era participar da banda de Alcymar. 

Capital do Forró sem o Rei do Forró 
Dois artistas que estiveram presentes na programação do São João de Caruaru, no Agreste, nos últimos anos ficaram de fora das festividades em 2023. Alcymar Monteiro e Jorge de Altinho não estão na programação do ano de 2023 e se pronunciaram sobre não participar do  intitulado "maior e melhor São João do Mundo". Nas redes sociais, Alcymar lamentou não ter sido convidado para festa e afirmou que não recebeu nenhum contato oficial da Fundação de Cultura de Caruaru, o que inviabilizou a participação no evento.
"Sempre tivemos um grande carinho pelo público de Caruaru e por essa festa que foi tão tradicional. Esperamos que, em breve, possamos voltar a nos reencontrar em Caruaru", disse Alcymar por meio de nota. Sendo Caruaru reconhecida como a Capital do Forró.

## Discografia
- 1980 - Nossas Vidas, Nossas Flores (MPB) - Continental
- 1984 - Ave de Arribação - RGE
- 1986 - Forroteria
- 1987 - Rosa dos Ventos
- 1987 - Portas e Janelas
- 1989 - Pirilampos
- 1990 - Forró Brasileiro
- 1991 - O Rei do Forró
- 1992 - Cantigas e Cantorias
- 1993 - Forró Nosso de Cada Dia
- 1994 - Nordestinidade
- 1995 - Musica Popular Nordestina
- 1995 - Vaquejadas Brasileiras - 1º Circuito
- 1996 - Cultura Popular
- 1996 - Vaquejadas Brasileiras - 2º Circuito
- 1997 - Nordestino
- 1997 - Vaquejadas Brasileiras - 3º Circuito
- 1998 - Forró e Vaquejada, vol. 1
- 1998 - Eterno Moleque
- 1998 - Ao Vivo, vol. 1
- 1999 - Festa Brasileira
- 2000 - Toques e Batuques
- 2000 - Os Grandes Sucessos da Vaquejada
- 2000 - Imaginário Popular
- 2001 - O Maior Forró do Mundo
- 2002 - Levanta Poeira
- 2003 - Ao Vivo, vol. 2
- 2003 - Forró de Todos Nós
- 2003 - Carnaval Multicultural
- 2004 - Aboios e Vaqueiros
- 2005 - Frevação, vol. 1
- 2005 - Meu Forró é Meu Canto
- 2006 - Frevação, vol. 2
- 2006 - O Verdadeiro Forró
- 2007 - Frevação, vol. 3
- 2007 - Cultura Brasileira (Ao Vivo) [CD/DVD]
- 2007 - Forró Brasileño (em espanhol, indicado ao Grammy)
- 2007 - Festrilhas, vol. 1
- 2008 - Frevação, vol. 4
- 2008 - Como Antigamente, vol. 1
- 2009 - Cantorias Brasileiras
- 2010 - Tradição e Tradução (Ao Vivo) [CD/DVD]
- 2010 - Vaquejadas e Cavalgadas Inesquecíveis
- 2010 - Chico Brasil Xavier
- 2011 - Forró de Amor e Paz
- 2011 - Caretas e Papangus
- 2012 - Na Cabeça, na Boca, no Pé (Frevo)
- 2013 - Entre Amigos
- 2013 - Vozes do Frevo (Ao Vivo) [CD/DVD]
- 2014 - A Bandeira do Forró
- 2014 - A Festa Começou (Frevo)
- 2015 - Forró Bonito
- 2016 - Forrofagia
- 2017 - A Voz do Povo
- 2018 - Verdadeira Vaquejada
- 2018 - Feliz da Vida
- 2019 - Sanfonia
- 2019 - Carnaval de Rua (Frevo)
- 2020 - Fogueiras e Paixões
- 2020 - Luar do Gonzagão (Homenagem a Luiz Gonzaga)[Live]
- 2021 - Forró do Povo
- 2023 - Nordestinia